# گرهارد کنچکه
گرهارد کنچکه (انگلیسی: Gerhard Kentschke؛ زادهٔ ۱۸ سپتامبر ۱۹۴۲) بازیکن فوتبال اهل آلمان است.
از باشگاه‌هایی که در آن بازی کرده‌است می‌توان به باشگاه فوتبال بایر ۰۴ لورکوزن، باشگاه فوتبال کارلسروهه، باشگاه فوتبال دویسبورگ، و باشگاه فوتبال کایزرسلاوترن اشاره کرد.